# مادروگا
مادروگا (به اسپانیایی: Madruga) یک منطقهٔ مسکونی در کوبا است که در استان مایابکه واقع شده‌است. مادروگا ۴۶۴ کیلومتر مربع مساحت و ۳۰٬۶۴۰ نفر جمعیت دارد و ۱۷۵ متر بالاتر از سطح دریا واقع شده‌است.
مادروگا در استان مایابکی واقع شده است.
مایابک کوچکترین استان کوبا است. این یک مکان مولد است: مرکبات، انفیه، انگور شرابی، و نیشکر برای رام باشگاه هاوانا در کارخانه تقطیر در این استان کشت می شود. گردشگران، عمدتا کوبایی، به اینجا سفر می کنند که سواحل شنی زیبا و استراحتگاه های ساحل Playa Jibacoa را جذب می کند، که اقامتگاه های ساحلی را با قیمت بسیار مقرون به صرفه تری نسبت به وارادرو ارائه می دهد.
در داخل این منطقه محیطی بسیار کشاورزی و روزمره وجود دارد که برخی از شگفتی های منظره مانند باغ های زیبای آن، منطقه Jaruco و پل Puente de Bacunayagua را برجسته می کند.
بهترین زمان برای بازدید از Mayabeque از دسامبر تا آوریل است، زمانی که می توانید از سواحل عالی لذت ببرید. به غیر از سواحلی که قبلاً ذکر شد، این استان برای میزبانی از راه آهن کلاسیک دیدنی نیز جالب است: قطار هرشی که از حومه گرم و آرام ماتانزاس عبور می کند.
فقط یک توصیه زمانی که به استان سفر می کنید: عادت کنید مانند مردم محلی با سرعتی بسیار کندتر و جذاب زندگی کنید.
استان مایابک یکی از دو استان جدید ایجاد شده از استان لاهابانا سابق است که ایجاد آن توسط مجلس ملی کوبا در 1 اوت 2010 تصویب شد، استان دیگر استان آرتمیسا است. استان های جدید در 1 ژانویه 2011 اجرا شدند. از دو استان جدید ایجاد شده از استان لاهابانا سابق، که ایجاد آن توسط مجلس ملی کوبا در 1 اوت 2010 تصویب شد، استان دیگر آرتمیسا است. استان های جدید در 1 ژانویه 2011 اجرایی شدند.

## جغرافیا
در سال 1940 ، شهرداری به دو بخش تقسیم شد باریوها کنکوردیا و کایاجابوس ، استه ، ایتابو ، ماجاگوآ ، اوسته ، سابانا د روبلز و سان بلاس.

## جمعیت شناسی
در سال 2004 ، شهرداری مادروگا 30640 نفر جمعیت داشت. با مساحت کل 464 کیلومتر2 (179 مایل مربع) ، تراکم جمعیت آن 66.0 کیلومتر است2 (171 / مایل مربع).

## موزه شهرداری مادروگا - Municipal Museum
موزه شهرداری مادروگا هست یک موزه واقع در خیابان 25 ام در مادروگا, کوبا. در 12 فوریه 1982 تأسیس شد.
از تاریخ 20 اکتبر 2018 ، این موزه شهرداری نامگذاری شده است ماریا مرسدس گارسیا سانتانا.
این موزه مجموعه هایی با موضوع تاریخ ، سلاح و هنرهای تزئینی را در خود جای داده است.

## لیست موزه های کوبا - List of museums in Cuba
این یک فهرست موزه ها که در کوبا.

## فهرست
- 1 توسط استان
  - 1.1 آرتمیسا
  - 1.2 کاماگویی
  - 1.3 Ciego de Ávila
  - 1.4 Cienfuegos
  - 1.5 مادربزرگ
  - 1.6 گوانتانامو
  - 1.7 هاوانا
  - 1.8 هولگوین
  - 1.9 Isla de la Juventud
  - 1.10 لاس توناس
  - 1.11 ماتانزاس
  - 1.12 مایابک
  - 1.13 پینار دل ریو
  - 1.14 سانتسی اسپیریتوس
  - 1.15 سانتیاگو دو کوبا
  - 1.16 ویلا کلارا